# Kooperationsvereinbarung der Bundeswehr
Die Kooperationsvereinbarung der Bundeswehr, ist mit einigen Bundesländern geschlossene Rahmenvereinbarung über die Einbindung von Jugendoffizieren in den Unterricht und in die Lehrerausbildung. An speziellen sicherheitspolitischen Schulungen der Bundeswehr nahmen 11000 Lehrer im Jahr 2011 teil.